# Ceplenița
Cepleniţa é uma comuna romena localizada no distrito de Iaşi, na região de Moldávia. A comuna possui uma área de 45.20 km² e sua população era de 4530 habitantes segundo o censo de 2007.